# Oncochila
Oncochila is een geslacht van wantsen uit de familie netwantsen (Tingidae). Het geslacht werd voor het eerst wetenschappelijk beschreven door Carl Stål in 1873 .

## Soorten
Het genus bevat de volgende soorten:

- Oncochila loginovae Golub, 1982
- Oncochila scapularis (Fieber, 1844)
- Oncochila simplex (Herrich-Schaeffer, 1830)